# Edith Wilson

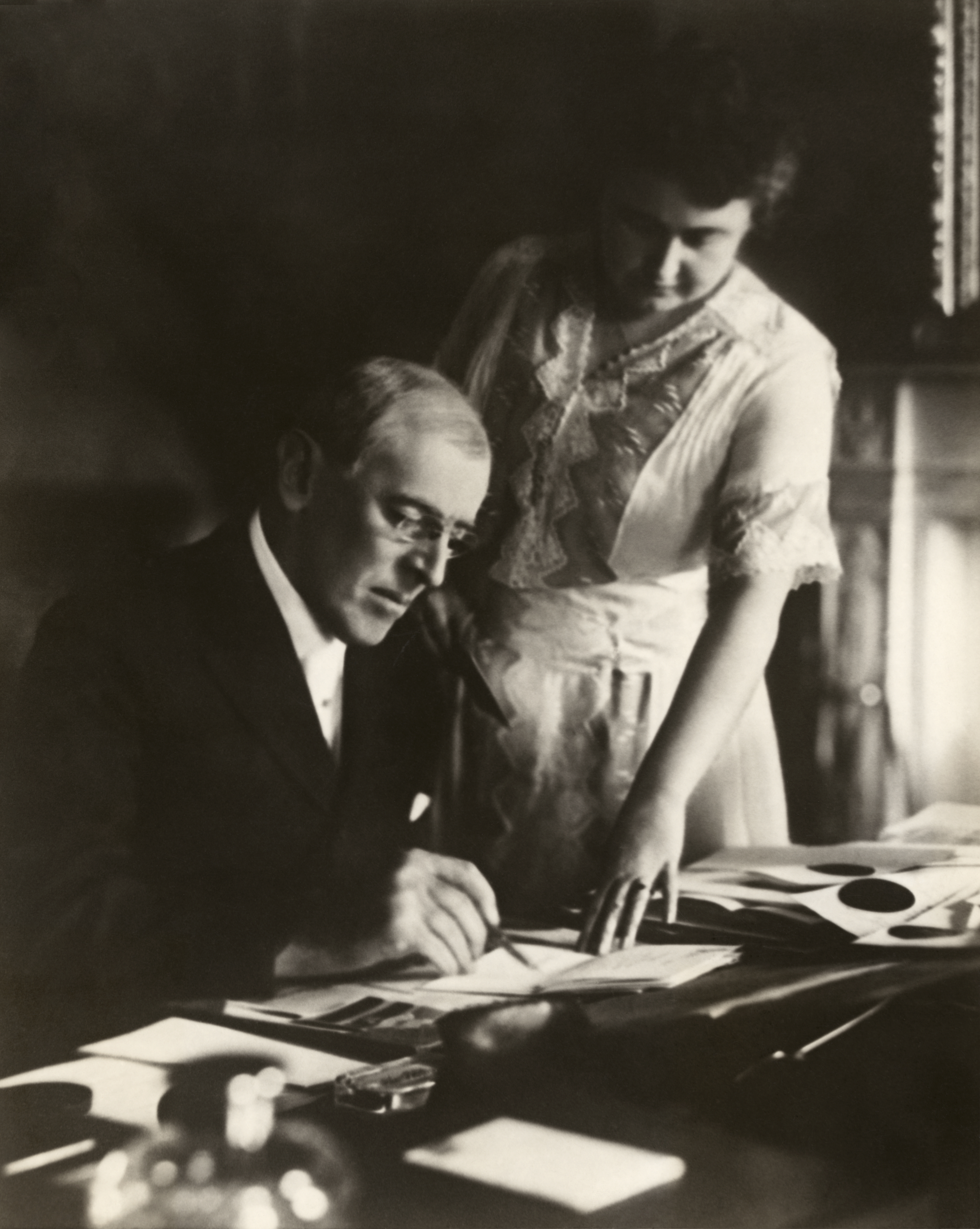
Fotografia de l'Edith en plena signatura del Tractat de Versalles.

Edith White Bolling Galt Wilson (Wytheville, Virgínia, 1872 - Washington DC, 1961) va ser la segona esposa del 28è president dels Estats Units d'Amèrica, Thomas Woodrow Wilson, i també la "primera dama" dels EUA del 18 de desembre del 1915 al 4 de març del 1921. Se l'acostuma a anomenar com "la presidenta amagada" per haver-se ocupat de les funcions del seu marit quan aquest va patir una llarga malaltia incapacitant, seguida d'una crisi cardíaca. Per aquest motiu se sol dir que fou la primera dona a governar (a l'ombra) els EUA. L'Edith Wilson era la setena d'una família d'onze germans, amb un caràcter més aviat reservat. Va estudiar al Martha Washington College música, estudis arrels dels quals es casa el 1896. Durant 12 anys viu com a gran dama a la capital americana, amb els conforts que això comporta. Però el 1908 mor el seu primer marit i coneix mentrestant en Thomas Wilson amb qui es casa el 1915, després que aconseguís guanyar les eleccions amb el 41,9% del sufragi a favor. A causa de la malaltia del seu marit, té un paper important en la negociació del Tractat de Versalles que posa fi a la Primera Guerra Mundial.